# Heubach
Heubach là một thị trấn thuộc huyện Ostalbkreis, bang Baden-Württemberg, Đức. Nơi đây nằm cách Schwäbisch Gmünd 10 km về phía đông và cách Aalen 13 km về phía tây nam. 